# Liste der Baudenkmäler in Offenhausen (Mittelfranken)
Auf dieser Seite sind die Baudenkmäler in der mittelfränkischen Gemeinde Offenhausen zusammengestellt. Diese Tabelle ist eine Teilliste der Liste der Baudenkmäler in Bayern. Grundlage ist die Bayerische Denkmalliste, die auf Basis des Bayerischen Denkmalschutzgesetzes vom 1. Oktober 1973 erstmals erstellt wurde und seither durch das Bayerische Landesamt für Denkmalpflege geführt wird. Die folgenden Angaben ersetzen nicht die rechtsverbindliche Auskunft der Denkmalschutzbehörde.

## Baudenkmäler nach Ortsteilen

### Offenhausen
| Lage                                  | Objekt                                             | Beschreibung | Akten-Nr.               | Bild           |
| ------------------------------------- | -------------------------------------------------- | --- | ----------------------- | -------------- |
| Brandstraße 15 (Standort)             | Mühle, sogenannte Hundsmühle                       | Mühlengebäude: zweigeschossiger Satteldachbau mit Fachwerkgiebeln (hofseitig verputzt), bezeichnet „1767“, Teilaufstockung durch Eckzwerchhäuser, um 1910/20; mit technischer Ausstattung Scheune: Satteldachbau mit Fachwerkgiebeln, frühes 19. Jahrhundert | D-5-74-145-33           | BW             |
| Espanstraße 5 (Standort)              | Ehemaliges Wohnstallhaus                           | Eingeschossiger Steildachbau mit reichem Fachwerkgiebel, bezeichnet „1820“ | D-5-74-145-2            | BW             |
| Hauptstraße 8 (Standort)              | Ehemaliges Wohnstallhaus                           | Eingeschossiger Steilsatteldachbau mit Fachwerkgiebel, 18. Jahrhundert | D-5-74-145-3            | weitere Bilder |
| Hauptstraße 12 (Standort)             | Scheune                                            | Fachwerkbau mit Steilsatteldach, frühes 19. Jahrhundert | D-5-74-145-34           | BW             |
| Hauptstraße 20 (Standort)             | Ehemaliges Wohnstallhaus                           | Eingeschossiger Steilsatteldachbau mit verputztem Fachwerkgiebel, bezeichnet „1835“ | D-5-74-145-27           | weitere Bilder |
| Hauptstraße 35 (Standort)             | Pfarrhaus                                          | Zweigeschossiger massiver Satteldachbau, im Kern spätes 18. Jahrhundert, erneuert Scheune: Fachwerkbau, 19. Jahrhundert | D-5-74-145-5            | weitere Bilder |
| Keilberg (Standort)                   | Kapellenruine Sankt Ottmar und Sankt Ottilien      | Chorturm mit Pyramidendach, Reste der Fundamentmauern, 1447; teilweise rekonstruiert | D-5-74-145-9            | weitere Bilder |
| Kirchplatz 1; Kirchplatz 2 (Standort) | Evangelisch-lutherische Pfarrkirche Sankt Nikolaus | Chorturmkirche, im Kern 14./15. Jahrhundert, 1621 und 1724/25 Erweiterung und umfassende Erneuerung; mit Ausstattung | D-5-74-145-7            | weitere Bilder |
| Kirchplatz 1; Kirchplatz 2 (Standort) | Mauer                                              | Mauer der ehemaligen Friedhofsbefestigung, im Kern spätmittelalterlich | D-5-74-145-7 zugehörig  | weitere Bilder |
| Kirchplatz 2; Bachstraße 2 (Standort) | Gasthaus                                           | Zweigeschossiger Satteldachbau mit verputztem Fachwerkobergeschoss, im Kern mittelalterlich, rückwärtig im 17./18. Jahrhundert erweitert | D-5-74-145-32           | weitere Bilder |
| Kirchplatz 2; Bachstraße 2 (Standort) | Karner, später Backofen                            | kleiner rechteckiger Bau, auf Kirchhofmauer aufsitzend, 14. Jahrhundert, Mansarddach 18. Jahrhundert | D-5-74-145-32 zugehörig | weitere Bilder |
| Wöhrweg 2 (Standort)                  | Bauernhof                                          | Ehemaliges Wohnstallhaus mit Fachwerkobergeschoss und -giebel, erste Hälfte 19. Jahrhundert Nebengebäude: Fachwerkbau mit vorkragendem Satteldach; Nebengebäude, massiv und Fachwerk, 19. Jahrhundert Nebengebäude: massiv und Fachwerk, 19. Jahrhundert     | D-5-74-145-8            | weitere Bilder |

### Breitenbrunn
| Lage                                                                                       | Objekt     | Beschreibung                                                                        | Akten-Nr.     | Bild |
| ------------------------------------------------------------------------------------------ | ---------- | ----------------------------------------------------------------------------------- | ------------- | ---- |
| Breitenbrunn 202 (Standort)                                                                | Scheune    | Stattlicher Fachwerkbau, Ende 19. Jahrhundert                                       | D-5-74-145-31 | BW   |
| Breitenbrunn 209 (Standort)                                                                | Scheune    | Stattlicher Fachwerkbau, erstes Viertel 18. Jahrhundert (ehemals bezeichnet „1721“) | D-5-74-145-30 | BW   |
| Die Tannenteile; südöstlich des Ortes, am Weg von Hinterhaslach nach Traunsfeld (Standort) | Grenzstein | Nürnbergisch, 1524                                                                  | D-5-74-145-11 | BW   |

### Egensbach
| Lage                     | Objekt                    | Beschreibung | Akten-Nr.               | Bild           |
| ------------------------ | ------------------------- | --- | ----------------------- | -------------- |
| Egensbach 302 (Standort) | Wohnstallhaus             | Eingeschossiger Steildachbau mit reichen Fachwerkgiebeln, wohl noch 17. Jahrhundert, um seitlichen Erkeranbau erweitert, wohl zweite Hälfte 19. Jahrhundert | D-5-74-145-12           | weitere Bilder |
| Egensbach 509 (Standort) | Ehemaliger Klosterförster | Erdgeschossiger Satteldachbau, bezeichnet „1842“, im Kern älter Scheune: Kalksteinmauerwerk und Fachwerkgiebel, erste Hälfte 19. Jahrhundert                | D-5-74-145-36           | BW             |
| In Egensbach (Standort)  | Scheune                   | Kalksteinmauerwerk und Fachwerkgiebel, erste Hälfte 19. Jahrhundert                                                                                         | D-5-74-145-36 zugehörig | weitere Bilder |

### Hallershof
| Lage                                   | Objekt        | Beschreibung | Akten-Nr.     | Bild           |
| -------------------------------------- | ------------- | --- | ------------- | -------------- |
| Hallershof 2; In Hallershof (Standort) | Wohnstallhaus | Zweigeschossiger Steilsatteldachbau mit Fachwerkobergeschoss und -giebel, erste Hälfte 18. Jahrhundert, 1817 überformt Backhaus aus dem 19. Jahrhundert | D-5-74-145-28 | weitere Bilder |

### Ittelshofen
| Lage                     | Objekt  | Beschreibung                                               | Akten-Nr.     | Bild |
| ------------------------ | ------- | ---------------------------------------------------------- | ------------- | ---- |
| Ittelshofen 7 (Standort) | Scheune | Steilsatteldachbau mit reichem Fachwerk, bezeichnet „1783“ | D-5-74-145-13 | BW   |

### Klingenhof
| Lage                    | Objekt    | Beschreibung | Akten-Nr.     | Bild           |
| ----------------------- | --------- | --- | ------------- | -------------- |
| Klingenhof 3 (Standort) | Bauernhof | Wohnhaus: langgestreckter zweigeschossiger Massivbau mit reichem Fachwerkgiebel, bezeichnet „1790“ Schafstall: langgestreckter eingeschossiger Massivbau mit Fachwerkgiebel, 18. Jahrhundert | D-5-74-145-15 | weitere Bilder |

### Kucha
| Lage                | Objekt                                                    | Beschreibung | Akten-Nr.     | Bild           |
| ------------------- | --------------------------------------------------------- | --- | ------------- | -------------- |
| Kucha 18 (Standort) | Ehemalige Mühle, sogenanntes Bräunleinsches Mühlenanwesen | Zweigeschossiger Satteldachbau, Bruchsteinmauerwerk und Fachwerk, innen bezeichnet „1732“, zuerst einhüftig aufgestockt 1791, erweitert zum vollen Obergeschoss 1928 | D-5-74-145-29 | weitere Bilder |
| Kucha 22 (Standort) | Wohnstallhaus                                             | Eingeschossiger massiver Steilsatteldachbau mit Giebelfachwerk, verputzt, 19. Jahrhundert                                                                            | D-5-74-145-20 | weitere Bilder |

### Oberndorf
| Lage                                  | Objekt  | Beschreibung                                               | Akten-Nr.     | Bild |
| ------------------------------------- | ------- | ---------------------------------------------------------- | ------------- | ---- |
| In Oberndorf; Oberndorf 10 (Standort) | Scheune | Massiver Satteldachbau mit Fachwerkgiebel, 19. Jahrhundert | D-5-74-145-21 | BW   |

### Püscheldorf
| Lage                      | Objekt                   | Beschreibung | Akten-Nr.     | Bild |
| ------------------------- | ------------------------ | --- | ------------- | ---- |
| Püscheldorf 22 (Standort) | Ehemaliges Wohnstallhaus | Massiver Steilsatteldachbau, im Kern wohl 18. Jahrhundert, Umbau um 1870                                                                   | D-5-74-145-24 | BW   |
| Püscheldorf 24 (Standort) | Bauernhof                | Ehemaliges Wohnstallhaus: eingeschossiger Massivbau mit Fachwerkgiebel, erste Hälfte 19. Jahrhundert Backofen: Bruchstein, 19. Jahrhundert | D-5-74-145-23 | BW   |

### Schrotsdorf
| Lage                                      | Objekt    | Beschreibung | Akten-Nr.     | Bild           |
| ----------------------------------------- | --------- | --- | ------------- | -------------- |
| Schrotsdorf 29; In Schrotsdorf (Standort) | Bauernhof | Ehemaliges Wohnstallhaus: eingeschossiger Steilsatteldachbau mit Fachwerkgiebel, Erdgeschoss Kalksteinmauerwerk, 18. Jahrhundert Kasten: mit Backofen und Schweinestall, 18./19. Jahrhundert Scheune: Fachwerkbau, 18. Jahrhundert, erweitert wohl zweite Hälfte 19. Jahrhundert | D-5-74-145-26 | weitere Bilder |
| Schrotsdorf 30; Schrotsdorf 28 (Standort) | Bauernhof | Ehemaliges Wohnstallhaus: eingeschossiger massiver Steilsatteldachbau mit Fachwerkgiebel, 18. Jahrhundert Scheune: Fachwerkbau, wohl erste Hälfte 19. Jahrhundert | D-5-74-145-25 | weitere Bilder |

## Abgegangene Baudenkmäler
In diesem Abschnitt sind Objekte aufgeführt, die früher einmal in der Denkmalliste eingetragen waren, jetzt aber nicht mehr existieren, z. B. weil sie abgebrochen wurden. Aktennummern in diesem Abschnitt sind ehemalige, jetzt nicht mehr gültige Aktennummern.

| Lage                                    | Objekt    | Beschreibung                                                                                | Akten-Nr.     | Bild |
| --------------------------------------- | --------- | ------------------------------------------------------------------------------------------- | ------------- | ---- |
| Breitenbrunn Breitenbrunn 50 (Standort) | Bauernhof | Scheune: Fachwerkbau, 19. Jahrhundert Nebengebäude: Kalksteinmauerwerk, 18./19. Jahrhundert | D-5-74-145-10 | BW   |